# 榛名まお
榛名 まお（はるな まお、6月5日 - ）は、日本の漫画家。東京都出身・在住。男性。

## 来歴・人物
個人サークル「DOUBLE TAP」や合同サークル「篠原重工営業部」での同人活動を経て、1998年より商業でイラストや漫画等を執筆。2001年に『まんがくらぶ』（竹書房）にて掲載された『ぱわまゆ』が初連載となる。
最新作は『まんがタイムきららMAX』（芳文社）にて2019年3月号まで連載された『のけもの少女同盟』。

## 主な作品
- ぱわまゆ（まんがくらぶ→連載終了後、単行本化を機にまんがライフMOMOで短期集中連載。全1巻）
- ぐーぱん!（まんがタイムきららMAX 全3巻）
- めげない! ひよっこ精霊士（GAME JAPAN 全3巻）
- すずなあたっく!（GAME JAPAN 全1巻）
- こずみっしょん!（まんがタイムきららMAX 全2巻）
- のけもの少女同盟（まんがタイムきららMAX 全2巻）